# Sukabungah (Campaka Mulya)
Sukabungah is een bestuurslaag in het regentschap Cianjur van de provincie West-Java, Indonesië. Sukabungah telt 5000 inwoners (volkstelling 2010).